# Snowshoe Lake, Algonquin Provincial Park
Snowshoe Lake är en sjö i Kanada.   Den ligger i Nipissing District och provinsen Ontario, i den sydöstra delen av landet, 240 km väster om huvudstaden Ottawa. Snowshoe Lake ligger 475 meter över havet. Den ligger vid sjöarna  Red Lake och Trail Lake.
I omgivningarna runt Snowshoe Lake växer i huvudsak blandskog. Trakten runt Snowshoe Lake är nära nog obefolkad, med mindre än två invånare per kvadratkilometer.